# Weinbau in Stuttgart

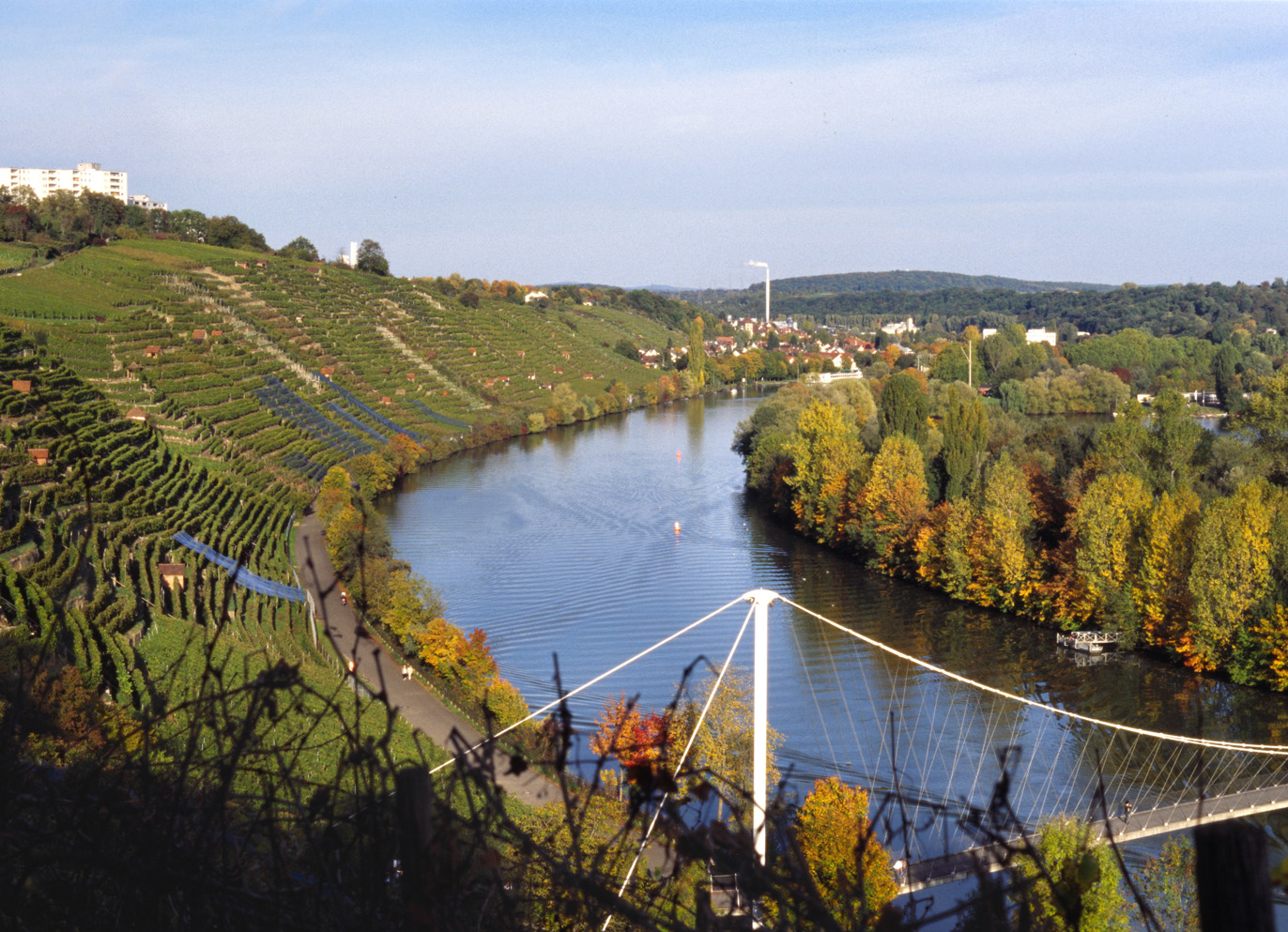
Steillagen des Zuckerle zwischen Cannstatt und Mühlhausen

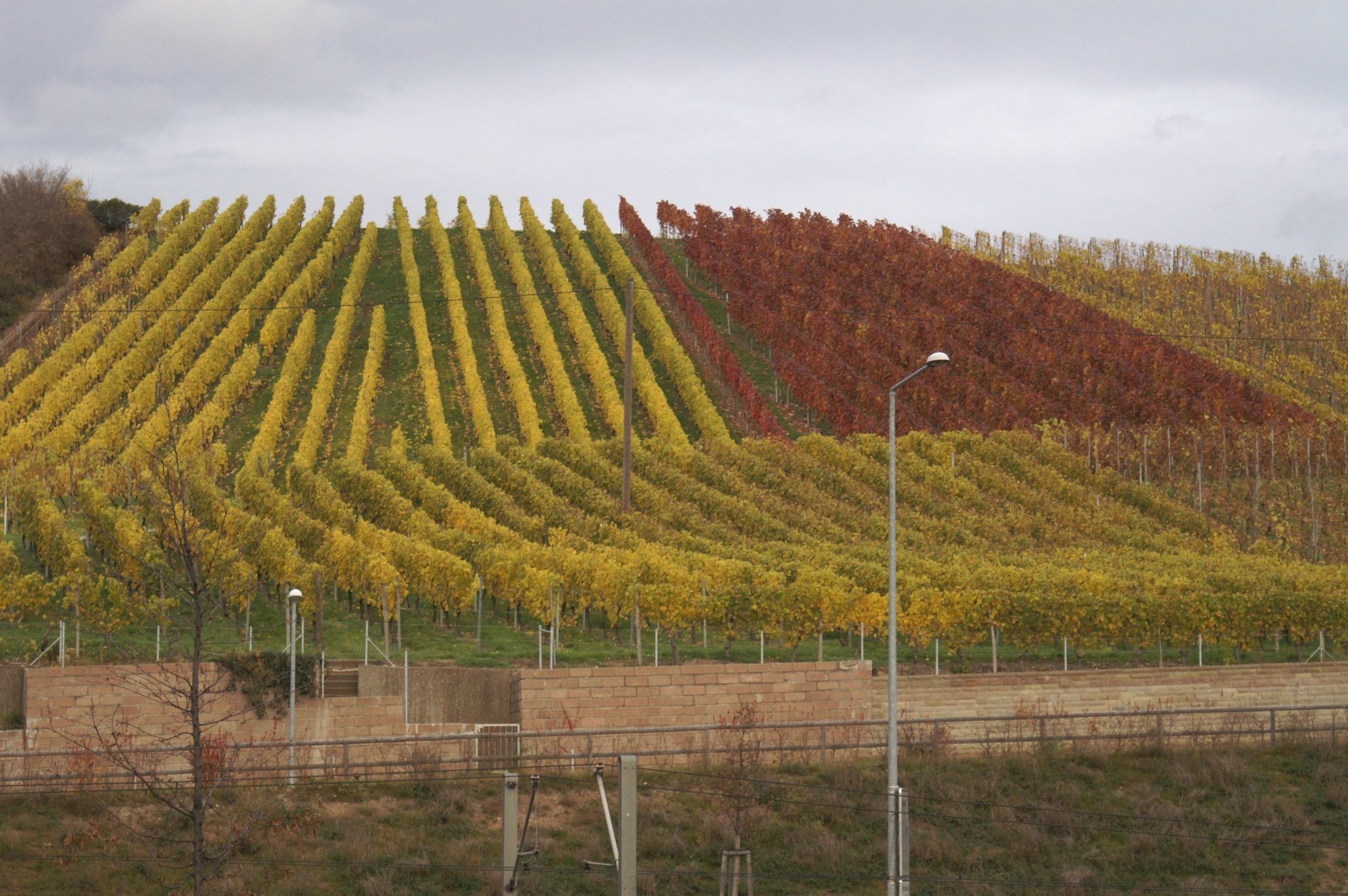
Weinberge am Pragsattel

Der Weinbau in Stuttgart umfasst 423 Hektar Rebfläche – gut zwei Prozent der Stadtfläche. Die baden-württembergische Landeshauptstadt Stuttgart liegt im klimatisch begünstigten Neckartal und zählt zu Deutschlands größten Weinbaugemeinden. In 16 der 23 Stadtbezirke wird Weinbau betrieben, von den meisten der ca. 500 Betriebe im Nebenerwerb. Landwirtschaftliche Betriebe im engeren Sinne bewirtschafteten 358 Hektar (Stand 2007). Die Anbaufläche verteilt sich auf 18 Einzellagen, die alle zur Großlage Weinsteige gehören. Bewirtschaftet werden großenteils Steillagen. 71 Prozent der Produktion entfallen auf Rotwein (295 Hektar von insgesamt 415 Hektar bestockter Rebfläche).

## Klima und Geologie
Das gesamte Anbaugebiet Württemberg liegt in einer Übergangszone zwischen atlantischem und kontinentalem Klima. Das Neckartal profitiert vom mildernden Einfluss des Flusses. Aufgrund seiner Lage im Regenschatten des Nordschwarzwaldes ist Stuttgart einer der Orte in Deutschland mit der höchsten Sonneneinstrahlung. Mit einer 230 bis 240 Tage langen Vegetationsperiode (Durchschnittstemperatur über 5 °C) besitzt Stuttgart die längste Wachstumszeit in ganz Württemberg. Nachteilig für den Weinbau ist lediglich die hohe Gefahr von Hagelschlag, gegen den ein bis zwei Hagelflieger zum Einsatz kommen.
Geologisch gehören die Stuttgarter Weinbergslagen überwiegend dem Keuper an. Lediglich im Nordosten des Stadtgebietes (Bad Cannstatt, Mühlhausen) dominiert der Muschelkalk. Aufgrund der Steilheit der Lagen ist die Bodenschicht aus den Verwitterungsprodukten des Unterbodens – Mergel und sandiger bis toniger Lehm – recht dünn. Die Reben müssen deshalb ihre Wurzeln bis in das Muttergestein hineintreiben.

## Rebsorten
Der württembergischen Tradition folgend, dominiert auch in Stuttgart der Rotwein. Zu Anfang der 1990er Jahre waren 62,5 Prozent der 400 Hektar mit roten Rebsorten bepflanzt. Allein auf den Trollinger entfielen 190 Hektar. 15 Hektar beanspruchte der Spätburgunder. Wachsende Bedeutung gewinnt inzwischen der Dornfelder. Daneben sind noch Lemberger, Heroldrebe, Samtrot, Muskat-Trollinger und Sankt Laurent zu nennen. In jüngster Zeit wurden auch Merlot und Cabernet Sauvignon gepflanzt – eine Reaktion auf die wachsende Nachfrage nach körperreichen Rotweinen. Das typischerweise trockene und sonnige Herbstwetter lässt auch diese aus weit südlicher gelegenen Weinbaugebieten stammenden Rebsorten noch ausreifen. Ihr Qualitätspotenzial ist allerdings schwer zu beurteilen, da diese Rebanlagen noch sehr jung sind.

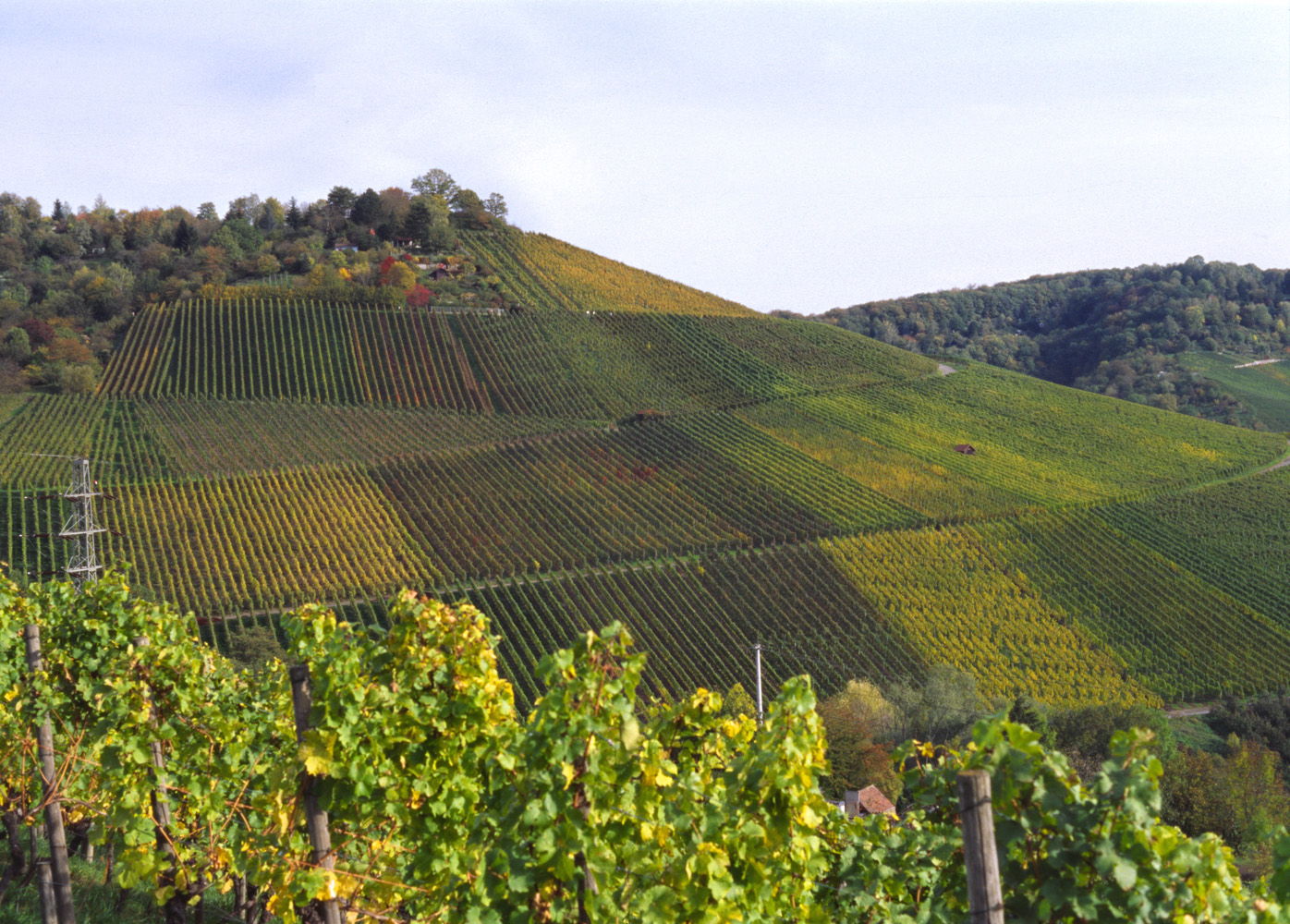
Flurbereinigter Uhlbacher Götzenberg

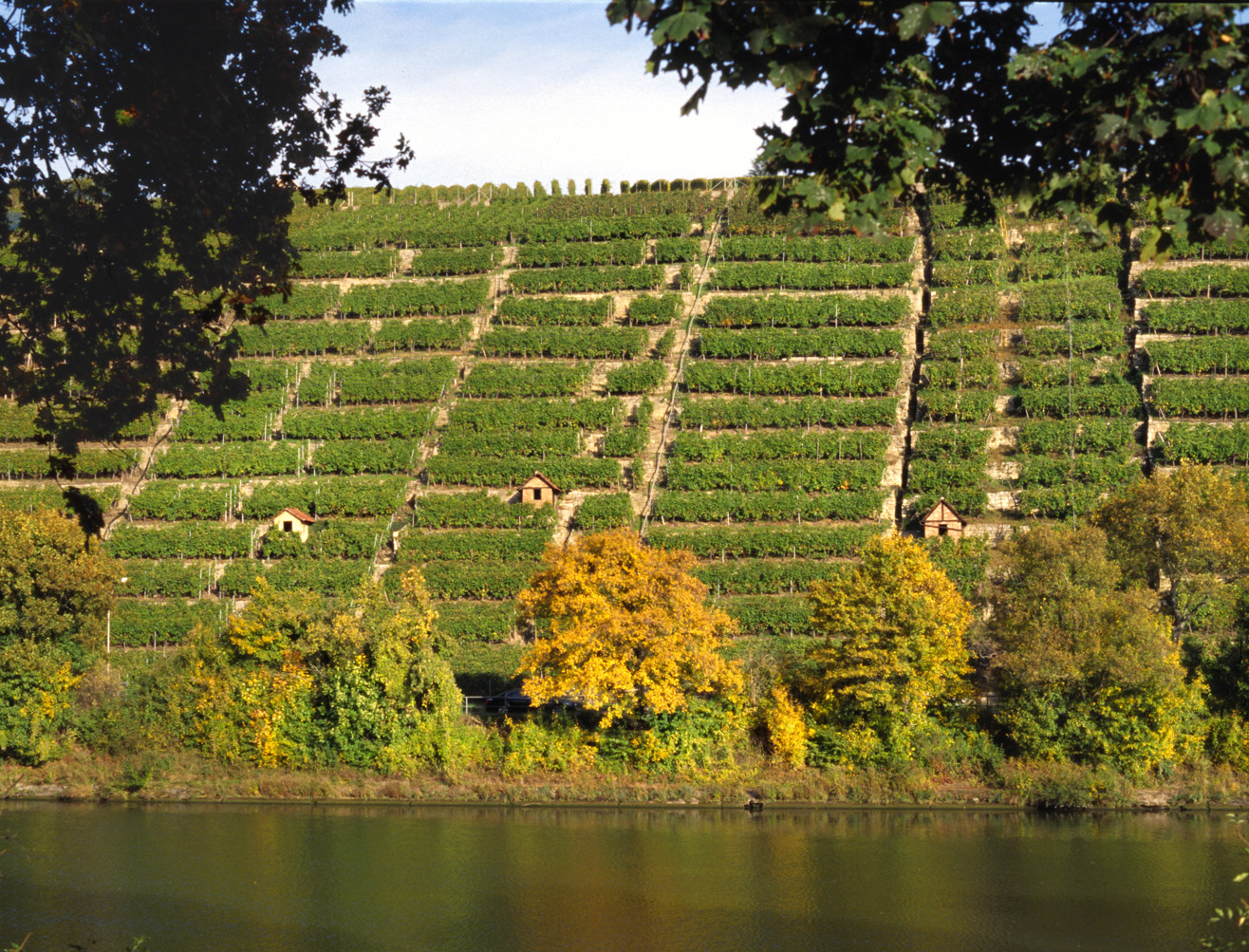
Mauerterrassen des Cannstatter Zuckerle

In den letzten Jahrzehnten hat der Weißwein wieder an Boden gewonnen – 1950 waren über 90 Prozent mit Rotweinreben bestockt.
Unter den weißen Rebsorten ist der Riesling führend – er nahm Anfang der 1990er Jahre 65 Hektar ein. 40 Hektar entfielen auf den Müller-Thurgau. Daneben werden noch Silvaner, Kerner, Weißburgunder und Gewürztraminer in größerem Umfang kultiviert. Neuerdings gewinnen auch Chardonnay und Sauvignon Blanc an Raum.

## Weinlagen
Die Stuttgarter Weinbergslagen bilden zusammen mit denjenigen der Stadt Esslingen am Neckar und Teilen der Fellbacher Weinberge die Großlage „Weinsteige“. Letztere findet sich allerdings nur selten auf Etiketten, da die Stuttgarter Weine in der Regel ohnehin nur aus einer Einzellage stammen. Vor dem Lagennamen wird der Stuttgarter Ortsteil vermerkt, also z. B. „Cannstatter Zuckerle“ oder „Untertürkheimer Altenberg“. Lediglich die in den inneren Stadtbezirken gewachsenen Weine dürfen sich als „Stuttgarter“ bezeichnen.
Die einst ausgedehnten Weinberge an den Hängen des Stuttgarter Kessels sind weitgehend dem Wachstum der Großstadt und den entsprechend hohen Bodenpreisen zum Opfer gefallen. So vereint die Mönchhalde neben einem größeren Weinberg an der Birkenwaldstraße drei kleine, weit voneinander entfernte Parzellen an der Karlshöhe, an der Neuen Weinsteige und am Hasenberg. Letztere ist der Rest der früheren Südlagen Afternhalde, Wanne und Gebelsberg. Die am Neckar gelegenen Stadtteile Hedelfingen, Obertürkheim, Untertürkheim, Uhlbach und Rotenberg besitzen hingegen große zusammenhängende Weinbergflächen. Diese stark ansteigenden Lagen wurden im Rahmen von Flurbereinigungen in größere Terrassen umgewandelt und durch parallel zum Hang verlaufende Wirtschaftswege erschlossen. Die steilsten Lagen Stuttgarts – Cannstatter Zuckerle, Degerlocher Scharrenberg und der in Rohracker gelegene Teil des Lenzenbergs – besitzen hingegen nach wie vor ihre Mauerterrassen.
Aufgrund des besonders günstigen Klimas zählen einige Stuttgarter Lagen zu den besten Württembergs. Besonderen Ruf genießen neben der Stuttgarter Mönchhalde die Untertürkheimer Lagen Herzogenberg, Mönchberg und Schlossberg, der Uhlbacher Götzenberg sowie das Cannstatter Zuckerle,die Cannstatter Halde und Besigheim.

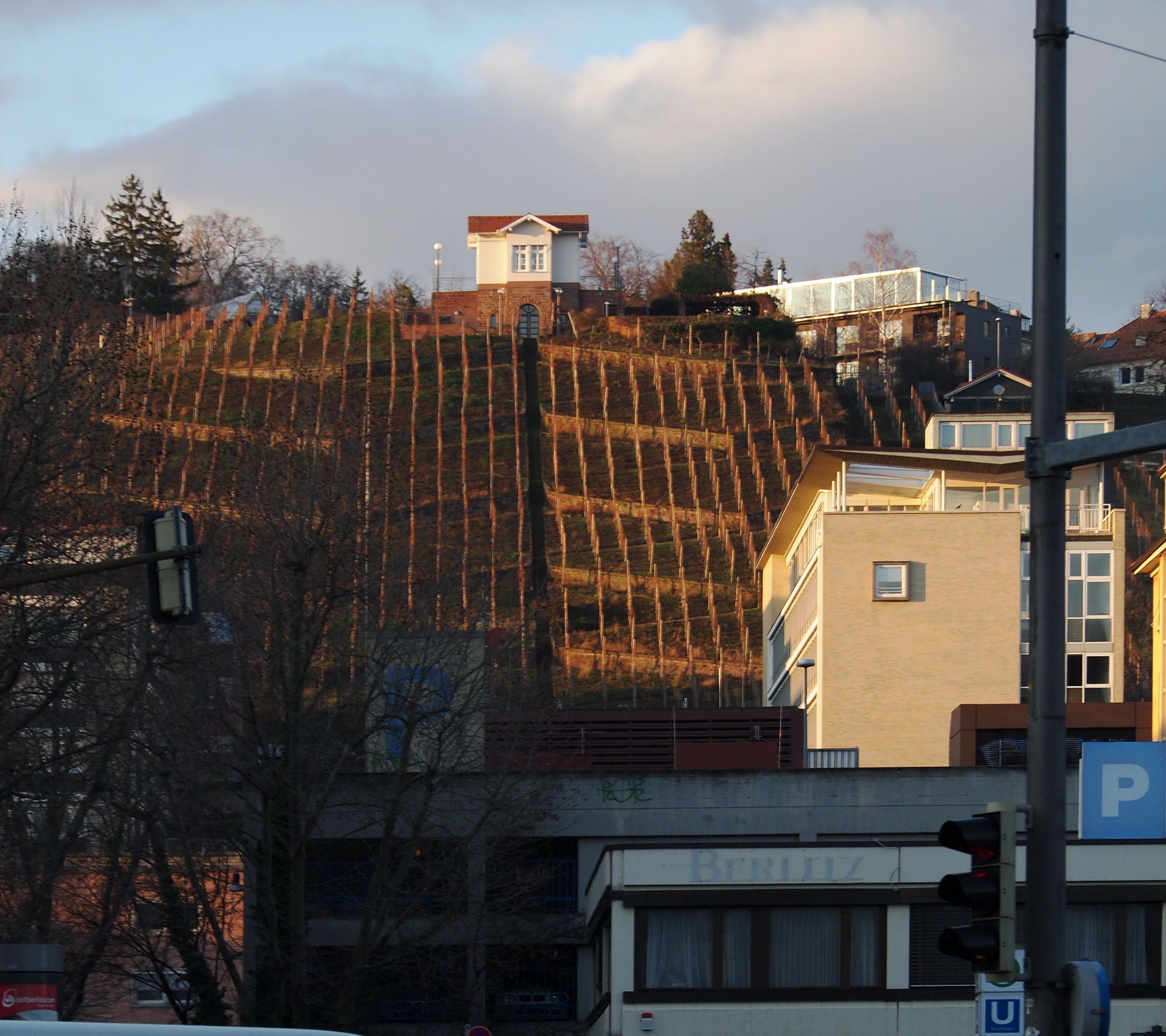
Der Kriegsberg

Kuriositäten bilden der nur wenige hundert Meter vom Hauptbahnhof gelegene Kriegsberg, der von der Stuttgarter Industrie- und Handelskammer und der Landesbausparkasse bewirtschaftet wird, sowie der Hohenheimer Schlossberg, der als Versuchsgut der Landwirtschaftlichen Fakultät der Universität Hohenheim dient.
Der teilweise auch auf Fellbacher Gemarkung gelegene Untertürkheimer Gips ist ein ehemaliger Gipssteinbruch, dessen ausgebeutete Flächen sukzessive wieder bestockt wurden.
| Lagenname                 | Stadtteile                                                         | Fläche in Hektar | Ausrichtung                                  | Steilheit                             | Bodenart                                                           |
| ------------------------- | ------------------------------------------------------------------ | ---------------- | -------------------------------------------- | ------------------------------------- | ------------------------------------------------------------------ |
| Mönchhalde                | Stuttgart, Bad Cannstatt                                           | 5                | West – Südost – Ost (kleine isolierte Lagen) | steil                                 | Keuper-Verwitterung toniger Lehm – lehmiger Ton                    |
| Kriegsberg                | Stuttgart                                                          | 1,5              | Süd – Südost                                 | steil                                 | Keuper-Verwitterung lehmiger Ton                                   |
| Berg                      | Stuttgart, Wangen, Münster, Bad Cannstatt, Feuerbach, Zuffenhausen | 90               | Südwest – Süd – Südost                       | mäßig geneigt bis steil               | Keuper-Verwitterung toniger Lehm, lehmiger Ton                     |
| Halde                     | Bad Cannstatt                                                      | 3,5              | Südwest                                      | stark geneigt bis steil               | Muschelkalk-Verwitterung toniger Lehm                              |
| Zuckerle                  | Bad Cannstatt, Münster, Hofen, Mühlhausen                          | 20               | West – Süd – Südost                          | steile Mauerterrassen                 | Muschelkalk-Verwitterung toniger Lehm, lehmiger Ton                |
| Steinhalde                | Bad Cannstatt, Münster, Mühlhausen                                 | 20               | Südwest – Süd – Ost                          | vorwiegend steil (terrassiert)        | Muschelkalk-Verwitterung toniger Lehm, lehmiger Ton                |
| Mönchberg                 | Untertürkheim, Fellbach                                            | 50               | West – Süd – Südost                          | schwach geneigt bis steil             | Keuper-Verwitterung leichter Mergel – sandiger Lehm, lehmiger Ton  |
| Herzogenberg              | Bad Cannstatt, Untertürkheim                                       | 15               | West – Südwest – Süd                         | leicht bis stark geneigt              | Keuper-Verwitterung toniger Lehm                                   |
| Gips                      | Untertürkheim, Fellbach                                            | 10               | Südwest – Süd                                | mäßig geneigt                         | Gipskeuper-Verwitterung toniger Lehm – lehmiger Ton                |
| Altenberg                 | Untertürkheim                                                      | 23               | Südwest – Süd                                | steil                                 | Keuper-Verwitterung leichter Mergel – lehmiger Sand – lehmiger Ton |
| Schlossberg               | Rotenberg, Uhlbach, Untertürkheim                                  | 40               | Südwest – Süd – Südost                       | leicht geneigt bis steil              | Keuper-Verwitterung mergeliger bis sandiger Lehm                   |
| Götzenberg mit Steingrube | Uhlbach                                                            | 70               | West – Süd                                   | steil                                 | Keuper-Verwitterung sandiger bis toniger Lehm                      |
| Kirchberg                 | Obertürkheim                                                       | 22               | West – Südwest – Südost                      | steil                                 | Keuper-Verwitterung leichter Mergelkies bis toniger Lehm           |
| Ailenberg                 | Obertürkheim, Esslingen                                            | 28               | West – Südwest                               | steil                                 | Keuper-Verwitterung leichter Mergelkies bis toniger Lehm           |
| Lenzenberg                | Hedelfingen, Rohracker                                             | 27               | Südwest – Süd                                | stark geneigt, teils steile Terrassen | Keuper-Verwitterung toniger Lehm, schwerer Letten                  |
| Schlossberg               | Hohenheim                                                          | 3,7              | Süd                                          | mäßig geneigt                         | Lehm auf Schwarzem Jura                                            |
| Schnarrenberg             | Bad Cannstatt                                                      | 3,5              | Südwest                                      | steil (terrassiert)                   | Keuper-Verwitterung toniger Lehm, lehmiger Ton                     |
| Abelsberg                 | Stuttgart, Gablenberg, Gaisburg                                    | 3                | West – Südost (kleine isolierte Lagen)       | mäßig bis stark geneigt               | Keuper-Verwitterung toniger Lehm, lehmiger Ton                     |

## Erzeuger

### Genossenschaften
| Genossenschaft    | Gründung  | Mitglieder | Rebfläche in Hektar |
| ----------------- | --------- | ---------- | ------------------- |
| Bad Cannstatt     | 1923      | 070        | 045                 |
| Hedelfingen       | 1955      | 040        | 011,5               |
| Rotenberg-Uhlbach | 1936/1906 | 214        | 120                 |
| Rohracker         | 1919      | 037        | 08                  |
| Untertürkheim     | 1887      | 091        | 095                 |

Der größte Teil der Stuttgarter Weine wird von den fünf Winzergenossenschaften erzeugt. Zu ihren Mitgliedern zählen nicht zuletzt die vielen Nebenerwerbswinzer. Die Produktion ist im Wesentlichen für den lokalen Markt bestimmt, weshalb der traditionelle Trollinger überwiegt. Auf eine Verschiebung der Nachfrage haben die größeren Genossenschaften jedoch mit neuen Produktlinien reagiert. Internationale Rebsorten, Ertragsbeschränkung und moderne Kellerverfahren einschließlich des Barriqueausbaus gehören heute zum Repertoire. An der Spitze dieser Bewegung steht die Weinmanufaktur Untertürkheim, eine Genossenschaft, die sich seit 2001 Weinmanufaktur nennt. Ihr Kellermeister Jürgen Off wurde vom Gault-Millau zum „Gutsverwalter des Jahres“ 2005 gewählt. Durch die Verleihung der dritten Traube im Gault Millau 2009 hat die Weinmanufaktur Untertürkheim den Aufstieg ins württembergische Oberhaus geschafft. Dieser Erfolg überzeugte auch die Nachbarn: Die Obertürkheimer Genossen votierten 2004 einstimmig für den Anschluss an die Weinmanufaktur. Im Jahr 2007 schlossen sich die Weingärtnergenossenschaften Uhlbach und Rotenberg zum Collegium Wirtemberg – Weingärtner Rotenberg & Uhlbach e. G. zusammen. Ihre Weine werden in der Kelter „Fleckensteinbruch“ am Ortsrand von Untertürkheim bereitet. Die Weingärtnergenossenschaft Hedelfingen ist in ihrer genossenschaftlichen Struktur eine der kleinsten Genossenschaft im Großraum Stuttgart.

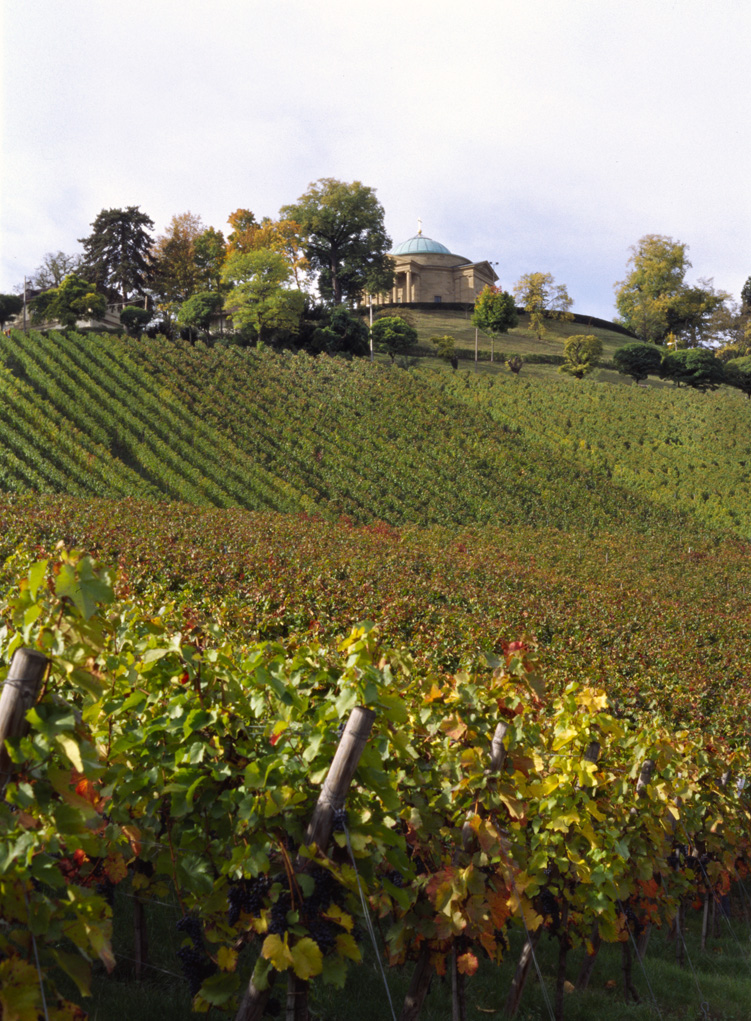
Untertürkheimer Altenberg am Fuß des Württembergs

### Private Weingüter

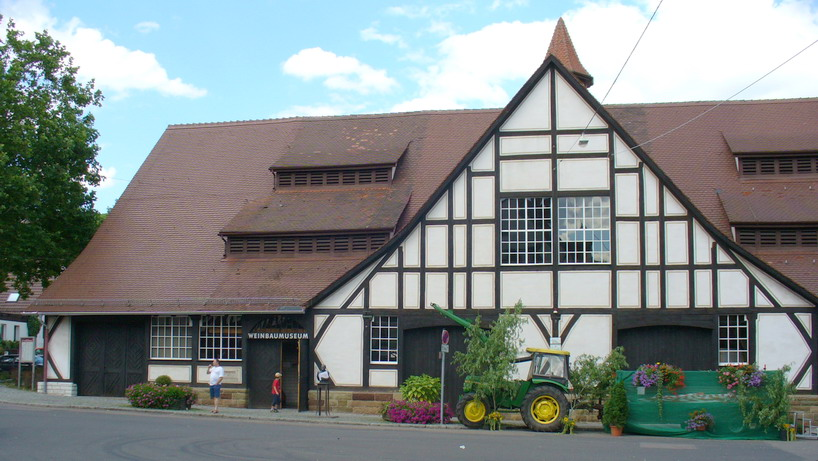
Weinbaumuseum Uhlbach

Die meisten der privaten Stuttgarter Weingüter produzieren nur kleine Mengen, die entweder in der angeschlossenen Besenwirtschaft oder aber in örtlichen Weinstuben ausgeschenkt werden. Nur wenige genießen überregionale Bekanntheit. Vier Güter mit Stuttgarter Lagen sind Mitglieder des Verbands Deutscher Prädikatsweingüter (VDP):
- In Fellbach sitzt das Weingut Heid und bewirtschaftet unter anderem in der großen Gewächslage „Lämmler“ Spätburgunder und Lemberger. Ein groß der angebauten über 11 Hektar Rebfläche fällt auf Trollinger, Spätburgunder, Lemberger & Riesling. Eine kleine Besonderheit des Weinguts ist der „Endersbacher Wetzstein – Spätburgunder Auslese“. Seit 2013 ist das Weingut Mitglied im VDP und seit 2007 Bio-zertifiziert.[4][5][6]
- Das in Fellbach ansässige Weingut Aldinger bewirtschaftet insgesamt 23 Hektar, darunter als Monopollage den Untertürkheimer Gips (9,6 Hektar). 24 % entfällt auf Riesling, 19 % auf Trollinger, je 12 % auf Rote Burgunder und Lemberger, der Rest auf Sauvignon Blanc, Weißburgunder, Cabernet-Rebsorten und Merlot.
- Dem Untertürkheimer Weingut Wöhrwag gehört der Untertürkheimer Herzogenberg (15 Hektar) im Alleinbesitz. Auf insgesamt 18,5 Hektar wachsen 35 Prozent Riesling, 20 Prozent Trollinger und je 10 Prozent Lemberger und Merlot, der Rest entfällt auf Grau- und Weißburgunder, Sauvignon Blanc, Muskateller, Spätburgunder und Cabernet Sauvignon.
- Das zur Hofkammer des Hauses Württemberg gehörende Weingut Herzog von Württemberg in Ludwigsburg besitzt 7,5 Hektar im Untertürkheimer Mönchberg am Württemberg. Als Lagenweine werden Lemberger und Spätburgunder angeboten.
- Das Fellbacher Weingut Rainer Schnaitmann bewirtschaftet nicht nur Fellbacher Lagen, sondern auch kleinere Flächen im Uhlbacher Götzenberg und im Untertürkheimer Altenberg. Ersterer liefert sogar ein Großes Gewächs.

Weitere qualitätsorientierte Güter sind
- Weingut Diehl (5,4 Hektar), Rotenberg (Schlossberg)
- Weingut Warth (10 Hektar) Rotenberg (Altenberg und Mönchberg)
- Weingut Markus Schwarz (8,6 Hektar), Untertürkheim (Altenberg und Mönchberg)
- Wein- und Sektgut Christel Currle (8,5 Hektar), Uhlbach (Götzenberg)
- Weingut Gerhard Schwarz (2,5 Hektar), Untertürkheim (Altenberg und Mönchberg)
- Weingut Peter Mayer Jägerhof (3,3 Hektar), Burgholzhof (Cannstatter Berg)
- Weingut Albert und Konrad Zaiß (11 Hektar), Obertürkheim (Kirchberg)
- Weingut Bauer (4 Hektar), Bad Cannstatt (Lagen: Cannstatter Berg und Zuckerle, Feuerbacher Berg)

### Städtisches Weingut

Logo des Weinguts der Stadt Stuttgart

Seit 1949 besteht das Weingut der Stadt Stuttgart. Zuvor wurde der Ertrag der städtischen Weinberge versteigert. Die Kellerei befindet sich in einem ehemaligen Luftschutzbunker in Bad Cannstatt. Das Gut bewirtschaftet 17,4 Hektar in der Stuttgarter Mönchhalde (u. a. an der Karlshöhe und der Neuen Weinsteige), dem Cannstatter Berg und dem Cannstatter Zuckerle. Mit der Pflege von zusammen 4,9 Hektar terrassierten Steillagen leistet die Stadt ihren Beitrag zum Erhalt dieser Kulturdenkmäler. Qualitativ haben sich die Weine in den letzten Jahren deutlich verbessert. Im Jahr 2007 wurde durch den Verkauf von 124.000 Litern Wein ein Umsatz von 700.000 Euro erzielt, das Weingut schreibt damit rote Zahlen. Als Ausweg schlug ein von der Stadt beauftragter Gutachter eine Privatisierung oder Verpachtung des Gutes vor. Nun soll eine Markterkundung die Alternativen Verpachtung oder Weiterführung als städtischer Eigenbetrieb untersuchen. Eine Entscheidung sollte bis Ende 2008 fallen. Im April 2009 genehmigte der städtische Ausschuss für Wirtschaft und Wohnen eine Sanierung der städtischen Kelter, nachdem das Gebäude wegen statischer Mängel nur noch eingeschränkt nutzbar war. Neben dem Weingut betreibt die Stadt auch das Stuttgarter Weinbaumuseum in der ehemaligen Kelter von Uhlbach.

## Geschichte
Möglicherweise reichen die Wurzeln des Weinbaus am mittleren Neckar in die Römerzeit zurück. Die erste urkundliche Erwähnung stammt aus dem Jahr 708 und belegt Weinbergbesitz des Klosters Sankt Gallen in Cannstatt. Im 10. Jahrhundert wurde im Neckartal der Anbau auf Mauerterrassen eingeführt. Im inneren Stadtgebiet wird mit hoher Sicherheit seit dem 11. Jahrhundert Wein angebaut, denn eine Urkunde aus dem Jahre 1108 erwähnt die Schenkung eines Stuttgarter Weinberges an das Kloster Blaubeuren.
Ältester Stuttgarter Weinberg könnte aber der in der Nähe des Alten Schlosses gelegene Relenberg sein, dessen Name auf die Herzogin Regelinda zurückgeht, Gattin des Herzogs Hermann I. von Schwaben. Erstmals urkundlich erwähnt wurden unter anderem 1229 die Mönchhalde und 1259 der Kriegsberg. Seit dem 13. Jahrhundert sind Aufzeichnungen über die Qualität der Ernten erhalten. Im Jahr 1400 wurde eine Weingärtnerverordnung erlassen, die Weinfälschungen Einhalt gebieten sollte. Im frühen 16. Jahrhundert entstand die Stuttgarter Weingärtnerzunft. Um die häufigen Streitigkeiten über die Weinpreise zu unterbinden, wurde 1456 angeordnet, dass nach der Lese eine „Weinrechnung“ zu machen sei. Hierzu wurde eine Kommission aus zwei Ratsherren, einem Unterkäufer (Weinmakler) und vier Weingärtnern eingesetzt. Diese „Siebener“ machten einen Preisvorschlag für den Weinhandel. Trotz der Reglementierung schwankten die Preise sehr stark. Der Preis für einen Eimer (293,92 Liter) bewegte sich im 16. Jahrhundert zwischen zwei und zehn Gulden. Missernten zwischen 1585 und 1589 trieben ihn bis auf 36 Gulden.

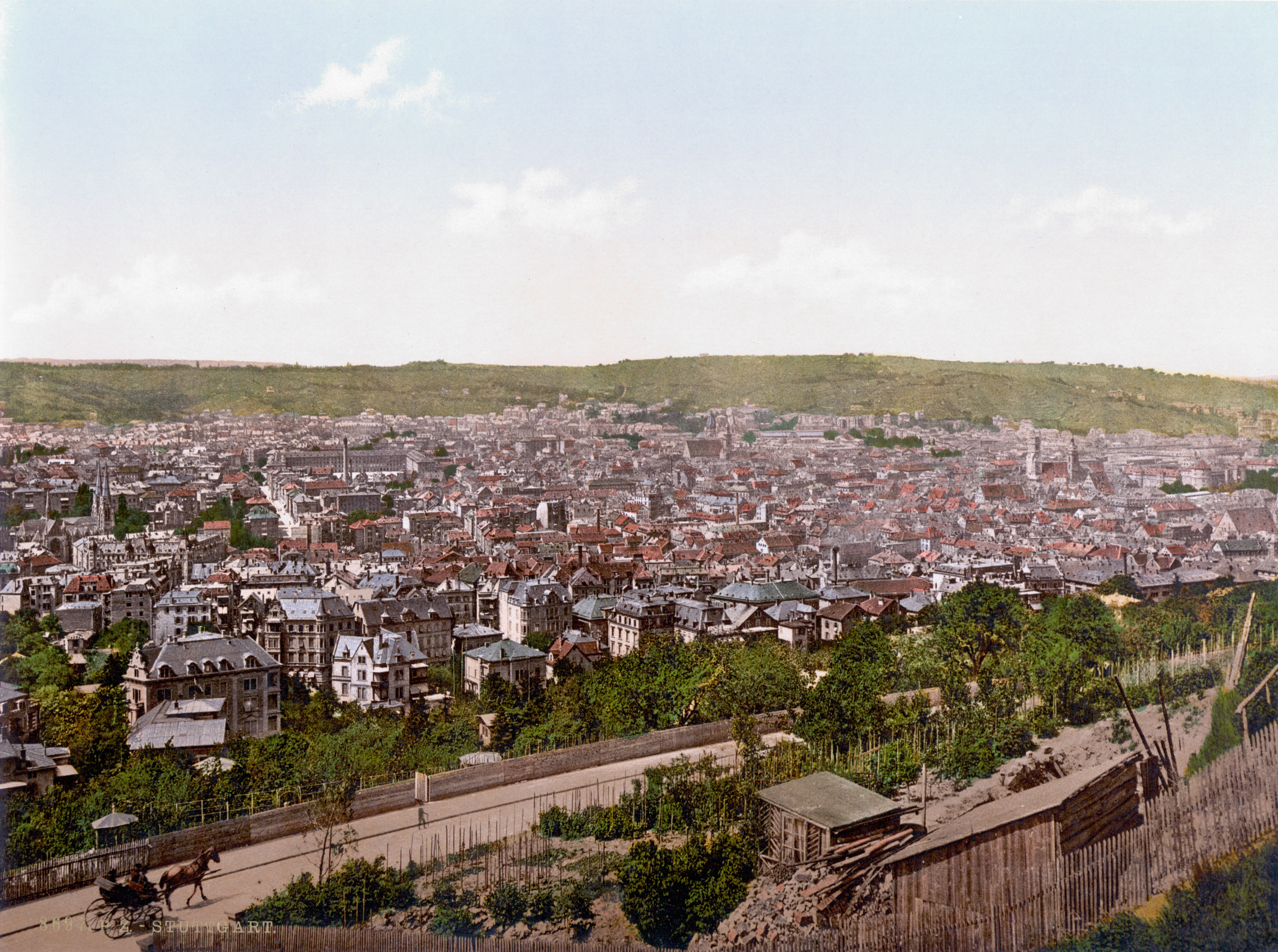
Blick von Süden über Stuttgart Ende des 19. Jahrhunderts. Der nördliche Rand des Talkessels im Hintergrund ist erkennbar noch von geprägt.

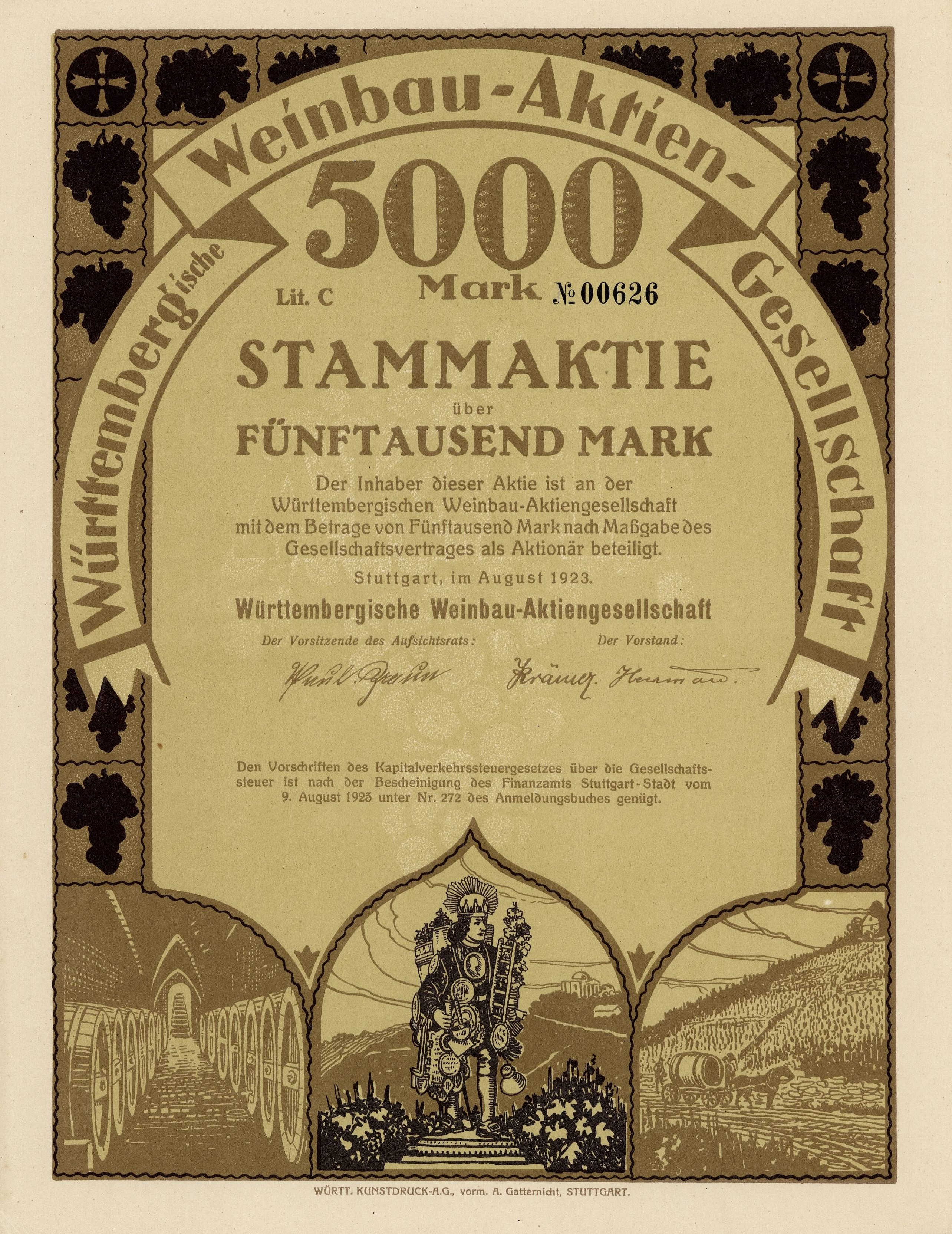
Aktie der Württembergische Weinbau-AG aus Stuttgart vom August 1923

Der Weinbau blieb das ganze Mittelalter hindurch die Haupterwerbsquelle der Stuttgarter. 1350 waren bereits 502 Hektar bestockt, 1594 sogar über 1200 Hektar – die später eingemeindeten Vororte wie Cannstatt und Untertürkheim sind hier nicht mitgezählt! Nach Wien und Würzburg war Stuttgart im 16. Jahrhundert Deutschlands größte Weinbaugemeinde. Der Stuttgarter Wein wurde großenteils über Ulm nach Osten exportiert. Diese agrarische Wirtschaftsstruktur ihrer Residenzstadt störte jedoch die württembergischen Herrscher. In der Mitte des 16. Jahrhunderts verbot Herzog Christoph von Württemberg sogar unter Strafandrohung die Neuanlage von Weinbergen, außer in bis dato „ungeschlachter Wildnis“.
Nach den Zerstörungen des Dreißigjährigen Krieges – ein Viertel der Rebfläche lag 1648 brach – schlug das Pendel jedoch zurück: Zum Schutz des Stuttgarter Weinbaus wurde 1655 der Import fremden Weines verboten, und 1667 wurde auch das Bierbrauen untersagt. 1710 wurde dieses Verbot auf ganz Württemberg ausgedehnt. Auch Maßnahmen zur Qualitätssicherung gehen in die frühe Neuzeit zurück: Die erste, 1595 erlassene Herbstordnung regelte unter anderem den Lesebeginn, den sogenannten Herbstsatz, und den Betrieb der Keltern. Eine weitere Herbstordnung empfahl den Weinbauern im Jahr 1607 den Anbau von Qualitätssorten. Dies waren damals Klevner, Silvaner, Grüner Veltliner, Gutedel, Gewürztraminer und Muskateller. Bis zur Mitte des 18. Jahrhunderts überwogen die weißen Rebsorten mit rund 80 %.
Feudale Strukturen beherrschten den Weinbau bis ins 18. Jahrhundert. Erst 1813 wurde der sogenannte Kelterbann aufgehoben, der den Betrieb von Keltern nur adligen und geistlichen Grundherren erlaubte. So konnte die Menge des Zehntweines genau kontrolliert werden. Die Keltern gingen in städtisches Eigentum über, durften jedoch seitdem nur noch außerhalb der Stadtmauern betrieben werden. Die Bedeutung des Weinbaus für Stuttgart sank erst mit der Industrialisierung und der damit einhergehenden Verdrängung der Weinberge.
In der ersten Hälfte des 19. Jahrhunderts bewirtschafteten 400 Weingärtnerfamilien noch ein knappes Drittel der Gemarkung Alt-Stuttgarts, 1895 nur noch 15 Prozent – 400 Hektar. Die Stuttgarter Weinbergfläche wuchs durch Eingemeindungen zwar nochmals bis auf 750 Hektar an, dem Wachstum der Großstadt fielen jedoch zunehmend Rebflächen zum Opfer. Mitte des 19. Jahrhunderts waren in Alt-Stuttgart nur noch sechs Keltern in Betrieb, zu Anfang des 18. Jahrhunderts gab es deren noch 27. Heute ist von diesen nur noch der „Fruchtkasten“ am Schillerplatz übrig geblieben, der als Museum für alte Musikinstrumente genutzt wird.
| Stadtteil     | Rebfläche 1850 in Hektar | Rebfläche 2006 in Hektar |
| ------------- | ------------------------ | ------------------------ |
| Alt-Stuttgart | 750                      | 10                       |
| Degerloch     | 023                      | 03,5                     |
| Feuerbach     | 140                      | 15                       |
| Hedelfingen   | 092                      | 16                       |
| Rohracker     | 066                      | 12                       |
| Wangen        | 112                      | 02                       |
| Zuffenhausen  | 050                      | 10                       |

Den letzten markanten Einschnitt brachte die Rebflurbereinigung seit den 1960er Jahren. Die Trockenmauern in Ober- und Untertürkheim, Hedelfingen, Rotenberg und Uhlbach wichen breiten Terrassen, die durch asphaltierte Wirtschaftswege erschlossen sind. 110 Hektar besitzen noch heute ihre ursprüngliche Gestalt. Die vom Verfall bedrohten Weinberge an der Neuen Weinsteige wurden bis 1990 restauriert und vom städtischen Weingut wiederbestockt.
Die Weingärtner bildeten bis weit ins 19. Jahrhundert einen gewichtigen, zumeist konservativen, politischen Faktor. So lösten 1848 mit Stöcken bewaffnete „Wingerter“ in Stuttgart eine Demonstration von Demokraten auf.
Die republikanische Minderheit unter den Weingärtnern gründete 1863 den „Winzerklubb“, und erst 1904 schlossen sich alle Wingerter im „Stuttgarter Winzerbund“ zusammen. Die erste Weingärtnergenossenschaft entstand 1887 in Untertürkheim. Sie wurde allerdings in jedem Herbst neu gegründet und erst 1907 zur Dauerorganisation. Weitere Genossenschaften entstanden unter anderem 1918 in Obertürkheim, 1923 in Cannstatt und 1936 in Rotenberg. Nach dem Zweiten Weltkrieg schlossen sich 45 Genossenschaften zur Landeszentralgenossenschaft württembergischer Weingärtnergenossenschaften mit Sitz in Untertürkheim zusammen. Sie nennt sich inzwischen Württembergische Weingärtnerzentralgenossenschaft und verlegte ihren Sitz 1968 nach Möglingen. Auch wenn der Weinbau in der Stuttgarter Wirtschaft heute nicht mehr ins Gewicht fällt, besitzen die „Wingerter“ noch immer politischen Einfluss: Zwei der 60 Stuttgarter Gemeinderäte sind hauptberufliche Weinbauern.

## Weinkultur

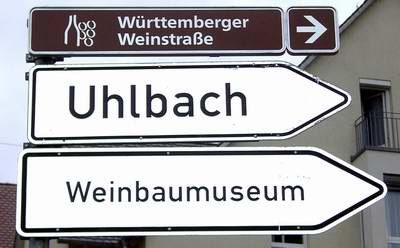
Württemberger Weinstraße

Zahlreiche Veranstaltungen zeigen die Verbundenheit Stuttgarts mit seinem Weinbau. Größtes Ereignis ist das Stuttgarter Weindorf, das seit 1974 Ende August bis Anfang September in der Innenstadt seinen Platz findet. An 120 Ständen werden Stuttgarter und andere Württemberger Weine an die Besucher ausgeschenkt. Ableger hiervon gibt es in Hamburg und Berlin.
Unter sich bleiben können die schwäbischen „Vierteles-Schlotzer“ auf den Kelterfesten der Stadtteile sowie in den zahlreichen Besenwirtschaften und Weinstuben.
Die Spitze der Qualitätspyramide stellt sich auf der jährlich Mitte November stattfindenden Weinverkostung „Stuttgarts beste Weine“ dem Urteil des Publikums.
Durch Stuttgart führt die Württemberger Weinstraße, seit dem 12. April 2007 macht sie einen Schlenker von Stuttgart-Münster bis in die Innenstadt und von dort weiter nach Bad Cannstatt. Die Geschichte des Stuttgarter Weinbaus wird im Weinbaumuseum Uhlbach präsentiert. Das Fremdenverkehrsamt hat vier Weinwanderwege gekennzeichnet.